# Mischpult-Automation
Der Begriff Mischpult-Automation bezeichnet in der Tontechnik die Aufzeichnung, Speicherung und Reproduktion von Steuerzuständen bestimmter Mischpultparameter.
Anfänglich war es nur möglich, die Position des Kanalfaders abzuspeichern und wiederzugeben. Die Speicherung der Automationsdaten erfolgte in einem an das Mischpult gekoppelten externen Automationscomputer. Später integrierten die Mischpult-Hersteller den Automationscomputer direkt in ihre Mischpulte.

Wichtig sind für eine Mischpult-Automation neben dem Vorhandensein eines Computers ein Timecode, der die Songposition angibt, sowie ein Bauteil, das eine Steuerspannung weitergibt (VCA oder Motorfader).

## Automationssysteme
Dem technischen Funktionsprinzip nach werden unterschiedliche Automationssysteme unterschieden.
Bei der VCA-Automation handelt es sich gewissermaßen um die Urform der Kanalfader-Automation.
Das Audiosignal durchläuft dabei nicht den Fader, sondern einen spannungsgesteuerten Verstärker VCA (Voltage Controlled Amplifier). Dieser VCA bestimmt die Lautstärke des jeweiligen Kanals. Die Steuerspannung für den VCA wird vom Kanalfader geregelt und erfährt eine Analog/Digitalwandlung, um anschließend im Computer abgespeichert zu werden.
Beim Reproduzieren der Automationsdaten ist der Kanalfader ohne Einfluss auf das Audiosignal. Seine Position stellt also nicht die tatsächliche Lautstärkeeinstellung des Kanalzuges dar. Daher ist eine optische Anzeige der tatsächlichen und der automatisierten Faderposition per LED oder per Monitor wünschenswert.
Bei der Motorfader-Automation durchläuft das Audiosignal einen analogen motorisierten Fader. Auch hier wird vom Fader eine Steuerspannung abgegriffen, die nach digital gewandelt und im Computer abgespeichert wird.

Beim Abrufen der Automationsdaten wird mit dieser Steuerspannung ein Motor im Fader-Modul betrieben. Der Kanalfader fährt somit immer genau die tatsächliche Position an.
Motorisierte Fader sind für gewöhnlich berührungsempfindlich, was zu einer Erweiterung der Automationsmodi führt.
In modernen digitalen Mischpulten bzw. in DAWs (Digital Audio Workstations) können inzwischen alle veränderbaren Parameter automatisiert werden. Dazu zählen die Position des Kanalfaders, das Panorama, die Sends, der Schaltzustand des Mute-Buttons sowie alle Plugin-Bedienelemente.

Mischpulte der oberen Preisklasse oder Hardware-Bedienoberflächen für DAWs verfügen neben multifunktionalen Endlos-Drehgebern über berührungssensitive Motorfader.
Das Audiosignal durchläuft nicht den Fader. Die von der Automation reproduzierte Controllerspannung steuert einerseits die Lautstärke des Audiosignals und andererseits den Motor des Kanalfaders.

## Automationsmodi
Jedes Automationssystem kennt verschiedene Betriebsmodi. Das Angebot und die Bezeichnungen dieser Modi können von System zu System variieren. Im Folgenden wird eine Auswahl der gebräuchlichsten Automationsmodi vorgestellt:
- Off: Die Automation des Kanalzuges ist deaktiviert.

- Write: Alle Änderungen der Fader-, Tasten- und Drehgeberpositionen werden aufgezeichnet. Eine eventuell bereits existierende Automation wird überschrieben.

- Update oder Trim: In diesem Modus  können relative Änderungen von Daten realisiert werden. Die bereits existente Automationskurve wird mit der neuen Programmierung im Verhältnis summiert. Die aktuelle Position des Faders bzw. des Drehgebers wird dabei als „0“-Punkt angenommen.

- Touch oder Auto-Return: Die aktuelle Automationskurve wird wiedergegeben, bis ein Fader bzw. Drehgeber berührt wird. Von nun an wird die Automation des angewählten Parameters geschrieben, bis das Bedienelement wieder losgelassen wird. Danach wird wieder auf die alte Automationskurve zurückgesprungen.

- Latch oder Touch-Write: Dieser Modus funktioniert grundsätzlich wie der Touch-Modus. Allerdings verbleibt die Position des automatisierten Parameters nach dem Loslassen des Bedienelementes in der letzten Stellung der neu geschriebenen Automation.

- Leave Write oder Auto-Takeover: Die aktuelle Automationskurve wird wiedergegeben, bis ein Fader bzw. Drehgeber berührt wird. Von nun an wird die Automation des angewählten Parameters geschrieben. Sobald die neue Automationskurve die alte Kurve kreuzt, wird in den Read-Modus gesprungen.
- Read: Die Automation wird reproduziert und steuert die zuvor automatisierten Parameter.